# Риман, Мануэль
Мануэль Риман-Лоренцен (нем. Manuel Riemann-Lorenzen; род. 9 сентября 1988, Мюльдорф-на-Инне, Бавария) — немецкий футболист, вратарь клуба «Падерборн 07».

## Карьера
Свою карьеру Мануэль Риман начинал в Розенхайме и Ампфинге. В 2003 году перешёл в «Ваккер Бургхаузен». За вторую команду клуба дебютировал в матче против «Фронлаха». В матче против «Фойхта» сыграл на ноль. За основную команду Мануэль Риман дебютировал в матче против «Падерборна». Всего за дубль Ваккера сыграл 7 матчей, где пропустил 8 мячей. Свой первый «сухарь» за основную команду Мануэль Риман оформил в матче против дубля «Карлсруэ». Всего за Ваккер сыграл 86 матча, где пропустил 117 мячей и сыграл 30 матчей на ноль.
1 июля 2010 года на правах свободного агента Мануэль Риман перешёл в «Оснабрюк». За дубль клуба дебютировал в матче против «Оттерсберга», где сыграл на ноль. Всего за дубль «Оснабрюка» сыграл 4 матча, где пропустил всего лишь 1 гол. За основную команду дебютировал в матче против «Дармштадта», где сыграл на ноль. 18 ноября 2011 года пропустил гол от своего брата-нападающего с пенальти. 23 апреля сломал ладьевую кость и выбыл на 38 дней. Из-за операции отсутствовал 56 дней и пропустил 4 матча. Всего за «Оснабрюк» сыграл 69 матчей, где пропустил 58 мячей и сыграл 33 матча на ноль.
5 июля 2013 года перешёл в «Зандхаузен». За клуб дебютировал в матче против «Энерги». Свою первую игру на ноль сыграл в матче против «Мюнхен 1860». В матче против «Униона» отдал голевой пас на Данни Блума. 7 октября 2014 года повредил плечо и пропустил 4 матча. Всего за «Зандхаузен» сыграл 65 матчей, где пропустил 72 мяча и сыграл 27 раз на ноль.
1 июля 2015 года Мануэль Риман перешёл в «Бохум». За клуб дебютировал в Кубке Германии против «Зальмрора». В лиге дебютировал против «Хайденхайма». Свой первый матч на ноль в лиге сыграл в матче против «Падерборна». За первый сезон в Бохуме Мануэль Риман сыграл 22 матча, где пропустил 26 мячей и вывел свою команду в 1/4 финала Кубка Германии. В матче против «Карлсруэ» впервые вывел команду с капитанской повязкой. За второй сезон Мануэль Риман сыграл 35 матчей, где пропустил 51 мяч.
7 сентября 2017 года получил травму приводящей мышцы и пропустил 3 матча. В матче против «Эрцгебирге» на 64-й минуте получил повреждение мышечного волокна и пропустил 5 матчей. Всего за сезоны 17/18 и 18/19 сыграл 61 матч, где пропустил 80 мячей.
В матче против «Арминии Билефельд» Мануэль Риман за разговоры был удалён с поля. Всего в сезоне 19/20 Риман сыграл 34 матча, где пропустил 49 мячей. 23 декабря за фол последней надежды в матче против «Майнц 05» в кубке Германии Мануэль Риман был удалён с поля. 21 апреля 2021 года в матче против «Хайденхайм» на 9-й минуте сломал руку и выбыл на 85 дней.
Вместе с командой выиграл Вторую Бундеслигу. В Бундеслиге свой первый матч сыграл против «Вольфсбурга». Свой первый матч на ноль в чемпионате Германии сыграл в матче против «Майнца». Во втором круге Кубка Германии забил решающий пенальти в ворота «Аугсбурга». Из-за коронавируса пропустил матч против «Баварии».

## Личная жизнь
Дедушка Римана Ханс Хумпа провёл 7 матчей в Бундеслиге за Мюнхен 1860. Его младший брат также является футболистом. Риман женился в 2016 году и взял двойную фамилию Риман-Лоренцен.

## Достижения
- Чемпион Второй Бундеслиги: 2020/21